# Impianti della Coppa del Mondo di rugby 2015
| Immagine | Impianto e città                     | Capacità | Incontri disputati |
| --- | ------------------------------------ | -------- | --- |
| Villa Park | Villa Park, Birmingham               | 42788    | Sudafrica ‒ Samoa 46-6 (G) Australia ‒ Uruguay 65-3 (G) |
| Brighton Community Stadium                                                                                     | Brighton Community Stadium           | 30700    | Sudafrica ‒ Giappone 32-34 (G) Samoa ‒ Stati Uniti 25-16 (G) |
| | Millennium Stadium, Cardiff          | 74500    | Irlanda ‒ Canada 50-7 (G) Galles ‒ Uruguay 54-9 (G) Australia ‒ Figi 28-13 (G) Galles ‒ Figi 23-13 (G) Nuova Zelanda ‒ Georgia 43-10 (G) Francia ‒ Irlanda 9-24 (G) Nuova Zelanda ‒ Francia 62-13 (G) Irlanda ‒ Argentina 20-43 (G)                                                                                        |
| | Sandy Park, Exeter                   | 12500    | Tonga ‒ Namibia 35-21 (G) Namibia ‒ Georgia 16-17 (G) Italia ‒ Romania 32-22 (G) |
| | Kingsholm, Gloucester                | 16500    | Tonga ‒ Georgia 10-17 (G) Scozia ‒ Giappone 45-10 (G) Argentina ‒ Georgia 54-9 (G) Stati Uniti ‒ Giappone 18-28 (G) |
| | Elland Road, Leeds                   | 37900    | Italia ‒ Canada 23-18 (G) Scozia ‒ Stati Uniti 39-16 (G) |
| | Leicester City Stadium               | 32262    | Argentina ‒ Tonga 45-13 (G) Canada ‒ Romania 15-17 (G) Argentina ‒ Namibia 64-19 (G) |
| | The Stadium, Londra                  | 54000    | Nuova Zelanda ‒ Namibia 58-14 (G) Francia ‒ Romania 23-11 (G) Irlanda ‒ Italia 16-9 (G) Stati Uniti ‒ Sudafrica 0-64 (G) Sudafrica ‒ Argentina 24-13 (F3) |
| | Twickenham, Londra                   | 82000    | Inghilterra ‒ Figi 35-11 (G) Francia ‒ Italia 32-10 (G) Inghilterra ‒ Galles 25-28 (G) Inghilterra ‒ Australia 13-33 (G) Australia ‒ Galles 15-6 (G) Sudafrica ‒ Galles 23-19 (QF) Australia ‒ Scozia 35-34 (QF) Sudafrica ‒ Nuova Zelanda 18-20 (SF) Argentina ‒ Australia 15-29 (SF) Nuova Zelanda ‒ Australia 34-17 (F) |
| | Wembley, Londra                      | 90000    | Nuova Zelanda ‒ Argentina 26-16 (G) Irlanda ‒ Romania 44-10 (G) |
| | City of Manchester Stadium           | 56000    | Inghilterra ‒ Uruguay 60-3 (G) |
| | stadium:mk, Milton Keynes            | 30500    | Francia ‒ Canada 41-18 (G) Samoa ‒ Giappone 5-26 (G) Figi ‒ Uruguay 47-15 (G) |
| | St. James’ Park, Newcastle upon Tyne | 52387    | Sudafrica ‒ Scozia 34-16 (G) Nuova Zelanda ‒ Tonga 47-9 (G) Samoa ‒ Scozia 33-36 (G) |
| LEGENDA - G: fase a gironi - QF: quarti di finale - SF: semifinale - F3: finale per il terzo posto - F: finale |                                      |          | |